# Iegor Sourine
Iegor Mikhaïlovitch Sourine - en russe : Егор Михайлович Сурин et en anglais : Yegor Surin - (né le 1er août 2006 à Voronej dans l'oblast de Voronej en Russie) est un joueur professionnel russe de hockey sur glace. Il évolue au poste d'attaquant.

## Biographie

### Carrière en club
Formé au Bouran Voronej, il débute en junior avec le Loko dans la MHL en 2022. En octobre 2023, il joue ses premières minutes en senior avec le Lokomotiv Iaroslavl dans la KHL. Il est choisi au 1er tour, en 22e position par les Predators de Nashville lors du repêchage d'entrée dans la LNH 2024.

### Carrière internationale
Il représente la Russie en sélections jeunes. 

## Statistiques

### En club
| Saison    | Équipe              | Ligue |                   | Saison régulière  | Saison régulière  | Saison régulière  | Saison régulière  | Saison régulière |   | Séries éliminatoires | Séries éliminatoires | Séries éliminatoires | Séries éliminatoires | Séries éliminatoires |
| Saison    | Équipe              | Ligue | PJ                | B                 | A                 | Pts               | Pun               | PJ               | B | A                    | Pts                  | Pun                  |                      |                      |
| 2022-2023 | Loko Iaroslavl      | MHL   | 39                | 8                 | 14                | 22                | 34                | 10               | 4 | 4                    | 8                    | 8                    |                      |                      |
| 2022-2023 | Loko-76             | MHL   | 9                 | 4                 | 5                 | 9                 | 6                 | -                | - | -                    | -                    | -                    |                      |                      |
| 2023-2024 | Lokomotiv Iaroslavl | KHL   | 3                 | 0                 | 0                 | 0                 | 0                 | -                | - | -                    | -                    | -                    |                      |                      |
| 2023-2024 | Loko-76             | MHL   | 1                 | 1                 | 0                 | 0                 | 0                 | -                | - | -                    | -                    | -                    |                      |                      |
| 2023-2024 | Loko Iaroslavl      | MHL   | 42                | 22                | 30                | 52                | 108               | 19               | 5 | 18                   | 23                   | 30                   |                      |                      |
| 2024-2025 | Lokomotiv Iaroslavl | KHL   | Saison en cours ? | Saison en cours ? | Saison en cours ? | Saison en cours ? | Saison en cours ? |                  |   |                      |                      |                      |                      |                      |